# Colombey les Deux Églises
Pour les articles homonymes, voir Colombey (homonymie).
Colombey les Deux Églises est une commune française située dans le département de la Haute-Marne en région Grand Est.
De statut administratif commune nouvelle, elle est née le 1er janvier 2017 de la fusion de l'ancienne commune de Colombey-les-Deux-Églises et de la commune de Lamothe-en-Blaisy, les deux ayant pris alors le statut de commune déléguée.
C'est sur le territoire de l'ancienne commune du même nom que le général de Gaulle possédait sa résidence de La Boisserie.

## Géographie

### Localisation

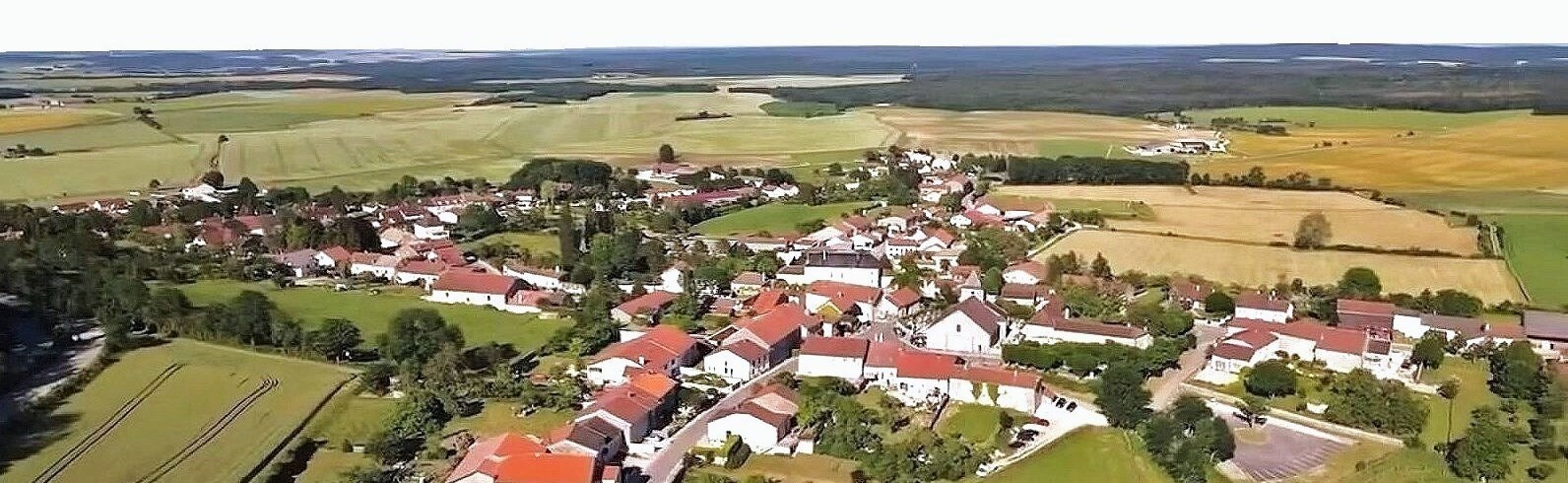
Vue générale

Limitrophe du département de l'Aube, elle est située sur la D 619 qui relie Chaumont (22,6 km au sud-est) à Troyes (60,8 km à l'ouest). La gare la plus proche est Bar-sur-Aube, desservie par certains Intercités de la ligne Paris-Troyes-Chaumont-Belfort-Mulhouse. Il y a une ligne d'autocars reliant la commune à la gare SNCF de Chaumont.

### Communes limitrophes

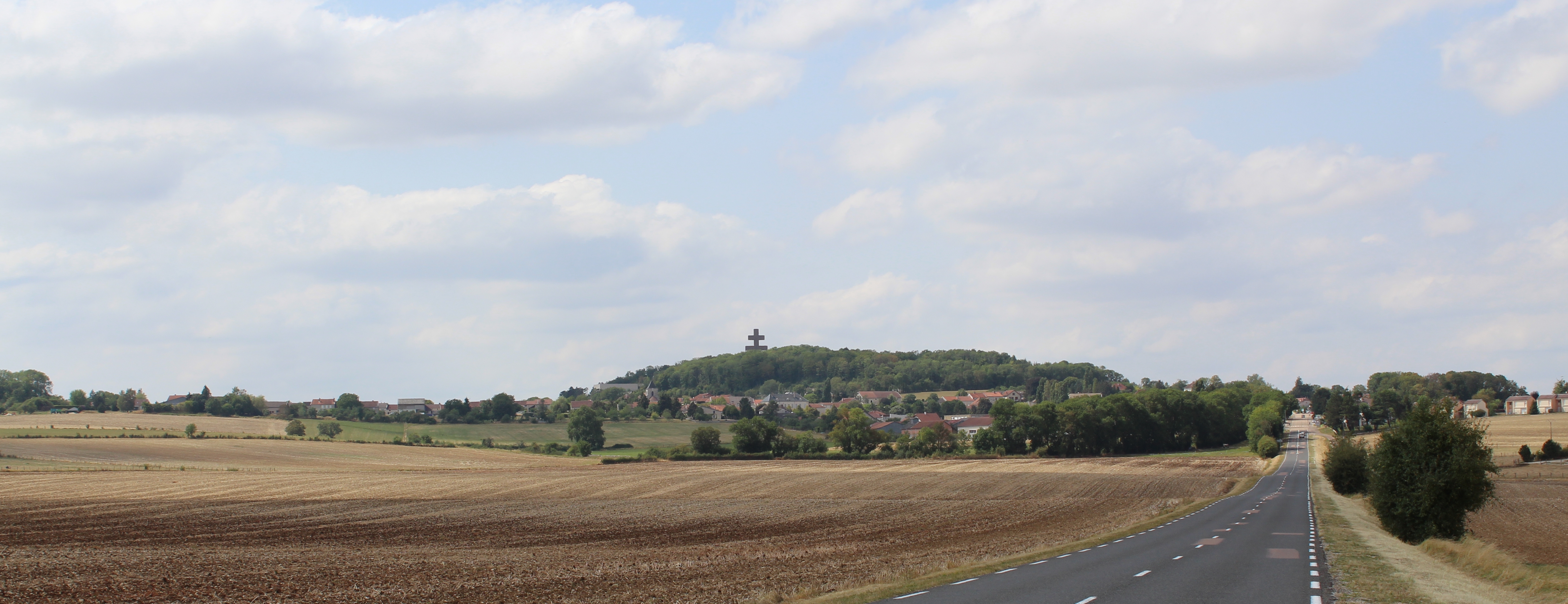
Le village de Colombey-les-Deux-Églises niché au pied du lieu-dit « La Montagne » dominé par la croix de Lorraine du mémorial Charles-de-Gaulle.

| Rizaucourt-Buchey            | Daillancourt Guindrecourt-sur-Blaise | Marbéville                        |
| Rouvres-les-Vignes Aube      | Colombey les Deux Églises            | Lachapelle-en-Blaisy Juzennecourt |
| Lignol-le-Château Bayel Aube | Rennepont Montheries                 |                                   |
| Enclave : Curmont            |                                      |                                   |

### Hydrographie
La commune est dans la région hydrographique « la Seine de sa source au confluent de l'Oise (exclu) » au sein du bassin Seine-Normandie. Elle est drainée par la Blaise, le Fossé 01 du Val d'Ardenne, le Fossé 01 des Vaux Jean, la Bierne, le cours d'eau 01 de la Jarretière, le cours d'eau 01 de Tartonvau, le cours d'eau 01 de Val Charbonnier, le cours d'eau 01 du Praillon, le Fossé 01 de la Croix Morizot, le Fossé 01 de Val Bon Temps, le Fossé 01 de Val de Guirlande, le Fossé 01 de Veuchery, le Fossé 01 de Voinvau, le Fossé 01 des Morillomprés, le Fossé 01 des Vaux, le Fossé 01 du Bois Kailus, le Fossé 01 du Val de la Jacqueline, le Fossé 01 du Val Didier Haut, le Fossé 01 du Val la Plusière, le Fossé 02 des Vaux, le Fossé 02 du Val Gibert, le Fossé 02 du Val la Plusière et le ruisseau Villesec,.
La Blaise, d'une longueur de 86 km, prend sa source dans la commune de Gillancourt et se jette  dans la Marne à Isle-sur-Marne, après avoir traversé 34 communes. Les caractéristiques hydrologiques de la Blaise sont données par la station hydrologique située sur la commune de Daillancourt. Le débit moyen mensuel est de 1,98 m3/s. Le débit moyen journalier maximum est de 24,6 m3/s, atteint lors de la crue du 23 janvier 2018. Le débit instantané maximal est quant à lui de 26,9 m3/s, atteint le même jour.
Le fossé 01 du Val d'Ardenne, d'une longueur de 11 km, prend sa source dans la commune  et se jette  dans l'Aube à Bayel, après avoir traversé six communes. 

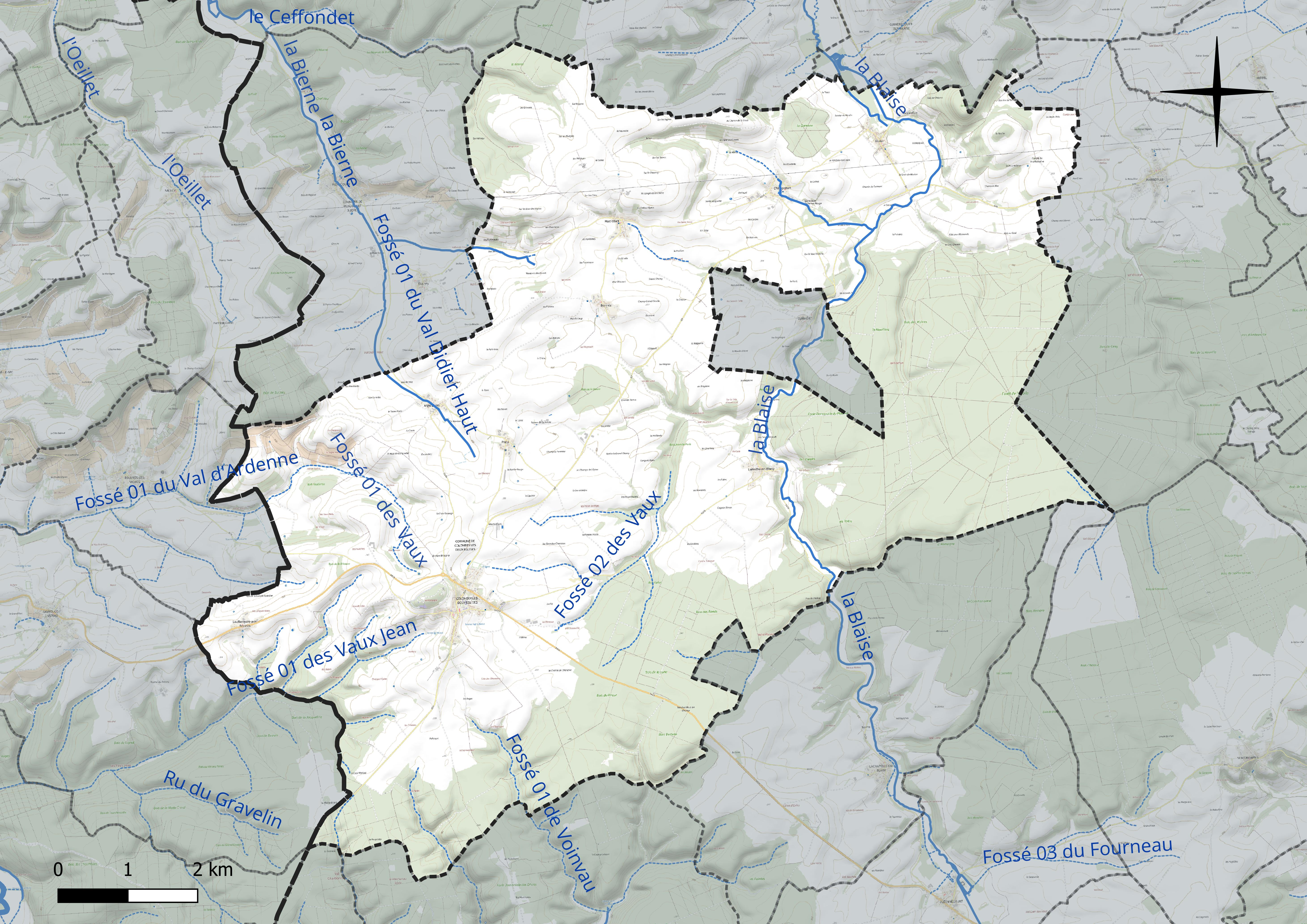
Réseau hydrographique de Colombey les Deux Églises.

### Climat
Pour des articles plus généraux, voir Climat du Grand Est et Climat de la Haute-Marne.
En 2010, le climat de la commune est de type climat des marges montargnardes, selon une étude du Centre national de la recherche scientifique s'appuyant sur une série de données couvrant la période 1971-2000. En 2020, Météo-France publie une typologie des climats de la France métropolitaine dans laquelle la commune est exposée à un climat océanique altéré et est dans la région climatique  Lorraine, plateau de Langres, Morvan, caractérisée par un hiver rude (1,5 °C), des vents modérés et des brouillards fréquents en automne et hiver. 
Pour la période 1971-2000, la température annuelle moyenne est de 9,8 °C, avec une amplitude thermique annuelle de 16,3 °C. Le cumul annuel moyen de précipitations est de 943 mm, avec 13,5 jours de précipitations en janvier et 9,1 jours en juillet. Pour la période 1991-2020, la température moyenne annuelle observée sur la station météorologique de Météo-France la plus proche, « Ailleville_sapc », sur la commune d'Ailleville à 15 km à vol d'oiseau, est de 11,4 °C et le cumul annuel moyen de précipitations est de 833,5 mm. 
La température maximale relevée sur cette station est de 41,3 °C, atteinte le 25 juillet 2019 ; la température minimale est de −19,7 °C, atteinte le 20 décembre 2009,,. 
Les paramètres climatiques de la commune ont été estimés pour le milieu du siècle (2041-2070) selon différents scénarios d'émission de gaz à effet de serre à partir des nouvelles projections climatiques de référence DRIAS-2020. Ils sont consultables sur un site dédié publié par Météo-France en novembre 2022.

## Urbanisme

### Typologie
Au 1er janvier 2024, Colombey les Deux Églises est catégorisée commune rurale à habitat dispersé, selon la nouvelle grille communale de densité à sept niveaux définie par l'Insee en 2022.
Elle est située hors unité urbaine et hors attraction des villes,.

## Toponymie
Le nom de la localité est attesté sous les formes Columbei, ubi due ecclesie sunt (1108) ; Columbarium, Columberium (1198) ; Columbeium ad duas ecclesias (1203) ; Colanbeium cognomine Ad Duas Ecclesias (1231) ; Colummiers de duabus ecclesiis (1239) ; Coulambeium ad duas ecclesias (1257) ; Colembeium ad duas ecclesias (1271) ; Columbier a dues eglises (1285) ; Columbier a deus yglises (1286) ; Colambey aus deus eglyses (1290) ; Colombey as dous eglises (1297) ; Columbeyum ad duas ecclesias (1328) ; Coulombey aux deux esglises (1401) ; Columbaris ad duas ecclesias (1436) ; Colombey aux deux eglises (1447) ; Colombel-aux-deux-églises (1481) ; Colombey aux deux esglises (1508) ; Colunbey aux deux églises (1538) ; Collombey-les-deux-eglises (1603) ; Colombé les deux églises (1649) ; Colombey les deulx esglises (1660) ; Colombé-aux-deux-églises (1700) ; Colombey les deux Eglises (1732) ; Colombé-la-Montagne (an II).

Sous la Révolution française, de l'an II et jusqu'en l'an X, la commune prend le nom de Colombey-la-Montagne.
Colombey dériverait du substantif latin cŏlumbārium, qui désigne soit un pigeonnier.
La dénomination « deux églises » destinée à la différencier de ses nombreux homonymes, s’expliquait par la présence de deux édifices religieux sur son territoire :
- l'ancien prieuré Saint-Jean-Baptiste (à une seule nef) fondé vers 1100, dépendant de l’abbaye de Cluny. Après la Révolution, le prieuré fut vendu comme bien national et transformé en maison d'habitation par ses nouveaux propriétaires. De nos jours, seule son abside est encore visible ;
- l'église Notre-Dame-en-son-Assomption est l'église paroissiale encore utilisée pour le culte. Elle possède un chœur de la fin du XIe, une abside du XVIIIe, une chapelle de la Vierge et de Saint-Nicolas du XVIe, une nef et des bas-côtés du XVIIIe, statues en pierre polychrome et bois doré du XVIIe au XIXe siècle. Lorsqu'il assistait à la messe, le général de Gaulle occupait le 7e banc à droite[20].

Il est à noter que la graphie de l'ancienne commune Colombey-les-Deux-Églises n'est pas identique à celle de la nouvelle commune « Colombey les Deux Églises ».

## Histoire
Il convient de se reporter aux articles consacrés aux anciennes communes fusionnées.
Le 14 septembre 1958, Charles de Gaulle reçut le chancelier fédéral Konrad Adenauer dans le cadre d'une visite privée à La Boisserie.
En mai 2023, la commune a accueilli 32 familles fuyant la guerre en Ukraine, aidant plus de 80 personnes.

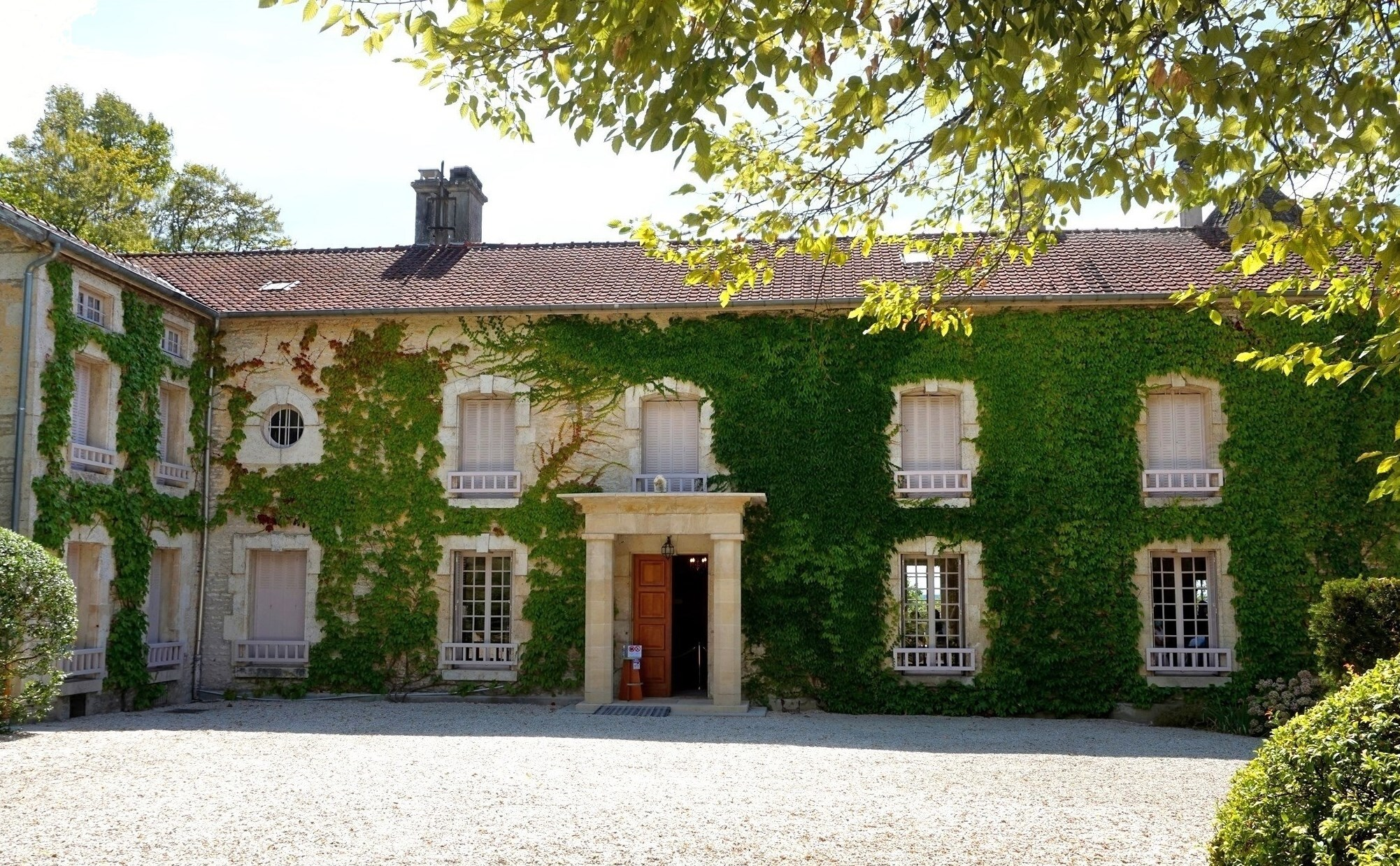
La Boisserie

## Politique et administration

### Conseil municipal
Jusqu'aux prochaines élections municipales de 2020, le conseil municipal de la nouvelle commune est constitué de l'ensemble des conseillers municipaux des anciennes communes.
| Nom                               | Code Insee | Intercommunalité       | Superficie (km2) | Population (dernière pop. légale) | Densité (hab./km2) |
| --------------------------------- | ---------- | ---------------------- | ---------------- | --------------------------------- | ------------------ |
| Colombey-les-Deux-Églises (siège) | 52140      | CA du Pays Chaumontais | 73,63            | 352 (2021)                        | 4,8                |
| Argentolles                       | 52018      | CA du Pays Chaumontais | 7,97             | 36 (2021)                         | 4,5                |
| Biernes                           | 52049      | CA du Pays Chaumontais | 4,7              | 42 (2021)                         | 8,9                |
| Blaise                            | 52052      | CA du Pays Chaumontais | 16,69            | 72 (2021)                         | 4,3                |
| Champcourt                        | 52100      | CA du Pays Chaumontais | 8,29             | 40 (2021)                         | 4,8                |
| Harricourt                        | 52238      | CA du Pays Chaumontais | 6,64             | 42 (2021)                         | 6,3                |
| Lamothe-en-Blaisy                 | 52262      | CA du Pays Chaumontais | 10,21            | 66 (2021)                         | 6,5                |
| Lavilleneuve-aux-Fresnes          | 52279      | CA du Pays Chaumontais | 2,41             | 21 (2021)                         | 8,7                |
| Pratz                             | 52404      | CA du Pays Chaumontais | 6,4              | 9 (2021)                          | 1,4                |

### Liste des maires
| Période | Période                       | Identité       | Étiquette | Qualité                              |
| ------- | ----------------------------- | -------------- | --------- | ------------------------------------ |
| 1966    | 2001                          | Jean Raullet   |           | Vétérinaire                          |
| 2008    | En cours (au 26 juillet 2020) | Pascal Babouot | LR        | Maire Réélu pour le mandat 2020-2026 |

## Population et société

### Démographie
L'évolution du nombre d'habitants est connue à travers les recensements de la population effectués dans la commune depuis sa création.

En 2022, la commune comptait 666 habitants, en évolution de −7,88 % par rapport à 2016 (Haute-Marne : −4,62 %, France hors Mayotte : +2,11 %).
| 2015 | 2016 | 2021 | 2022 |
| ---- | ---- | ---- | ---- |
| 729  | 723  | 679  | 666  |

## Économie
Il convient de se reporter aux articles consacrés aux anciennes communes fusionnées.

## Culture locale et patrimoine
Il convient de se reporter aux articles consacrés aux anciennes communes fusionnées.
Chacune des communes à l'origine de la fusion ayant sa propre église, il y a donc désormais neuf églises à Colombey les Deux Églises.

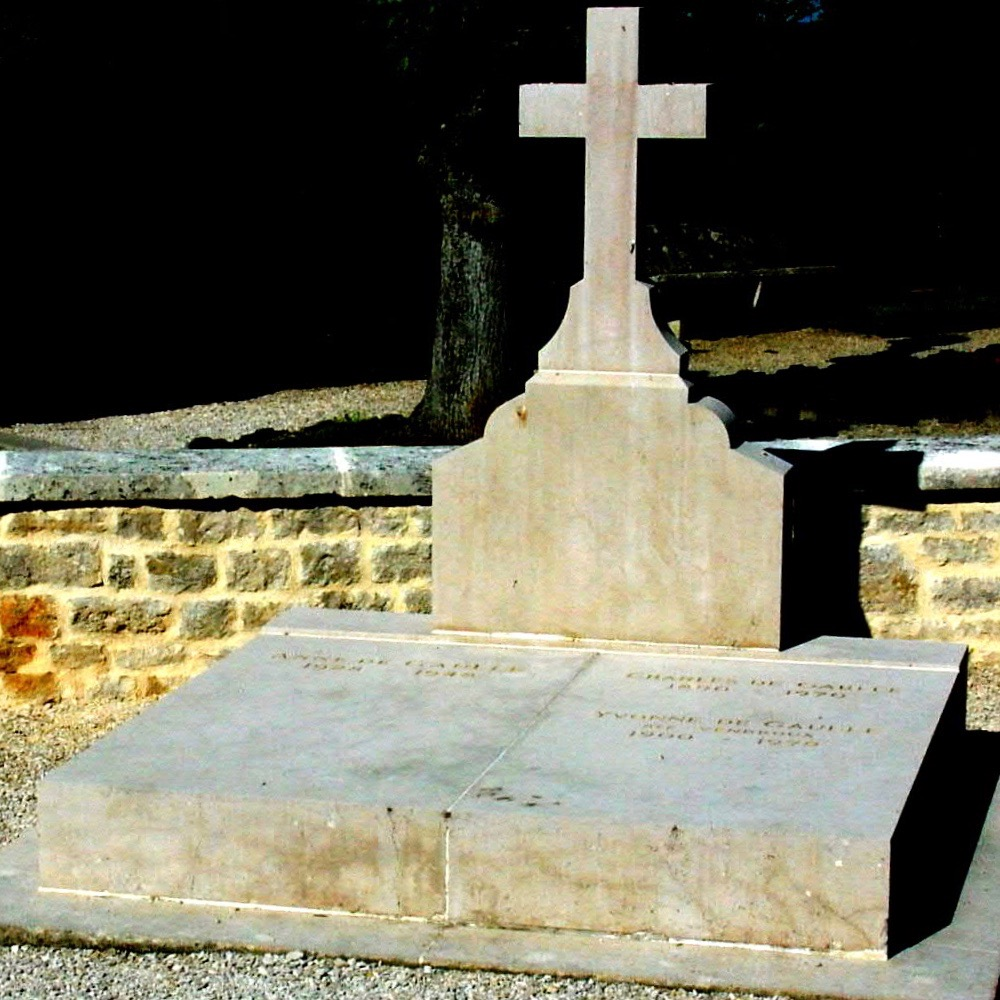
Tombeau du général de Gaulle, de son épouse Yvonne et de leur fille Anne.
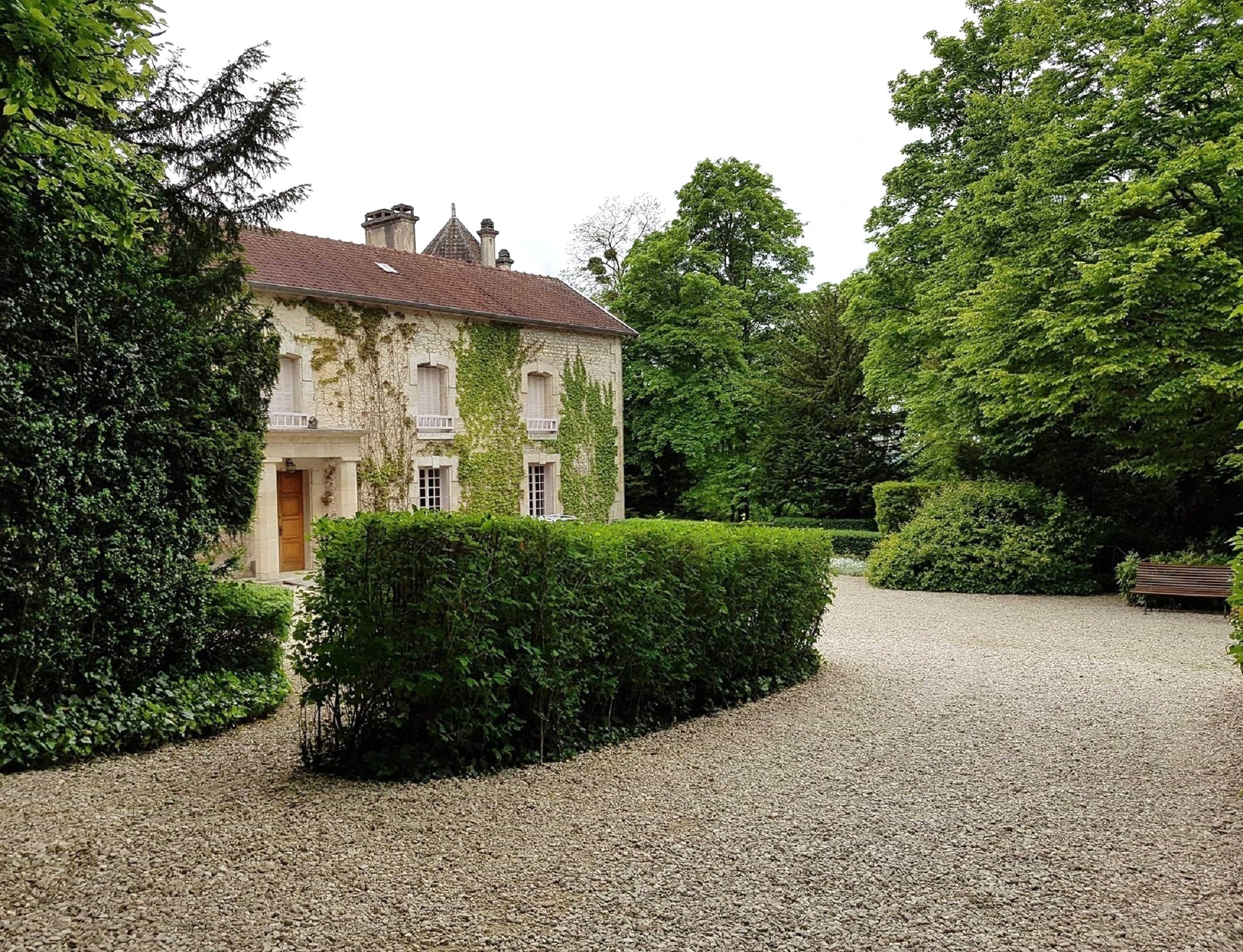
la Boisserie
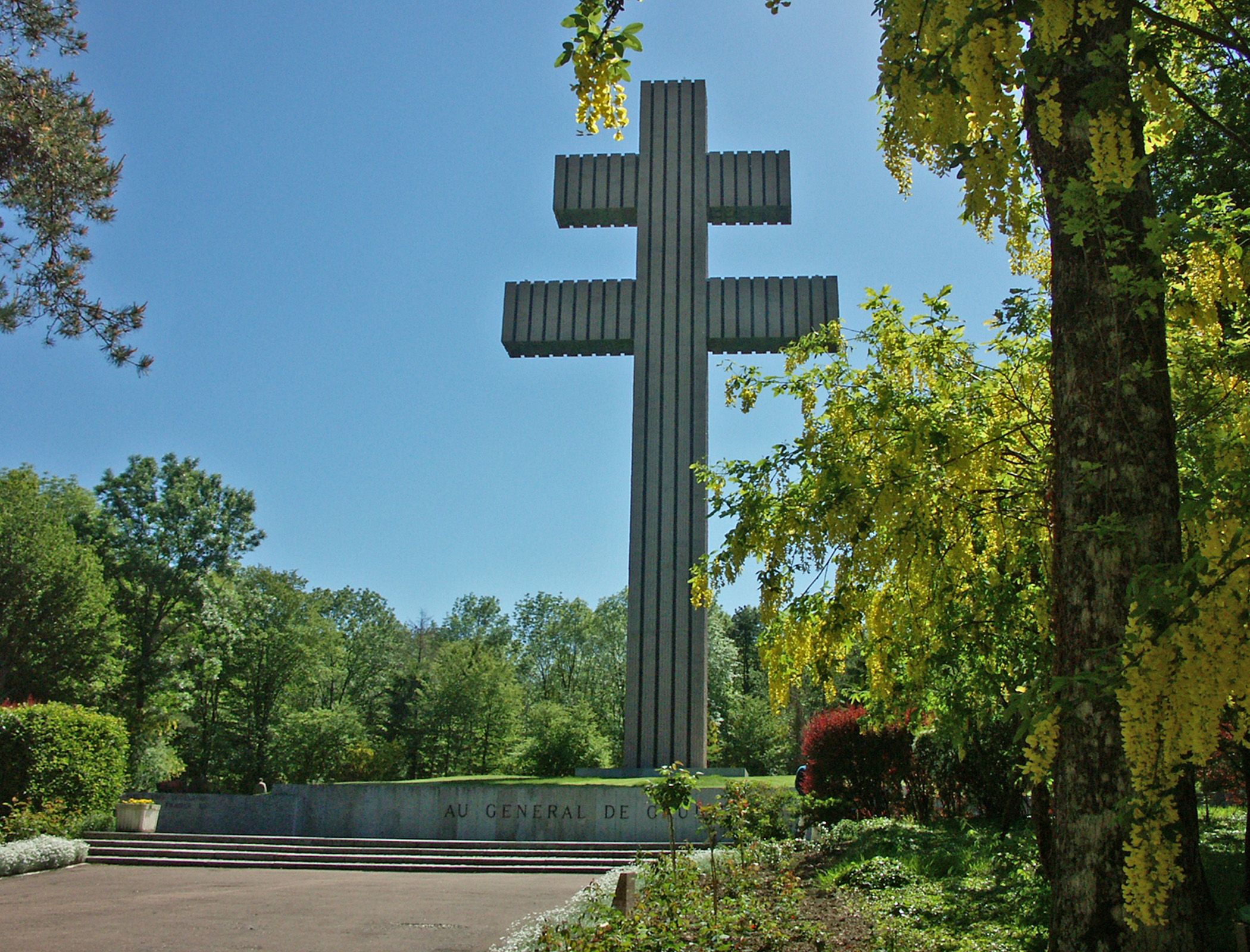
Mémorial Charles-de-Gaulle.
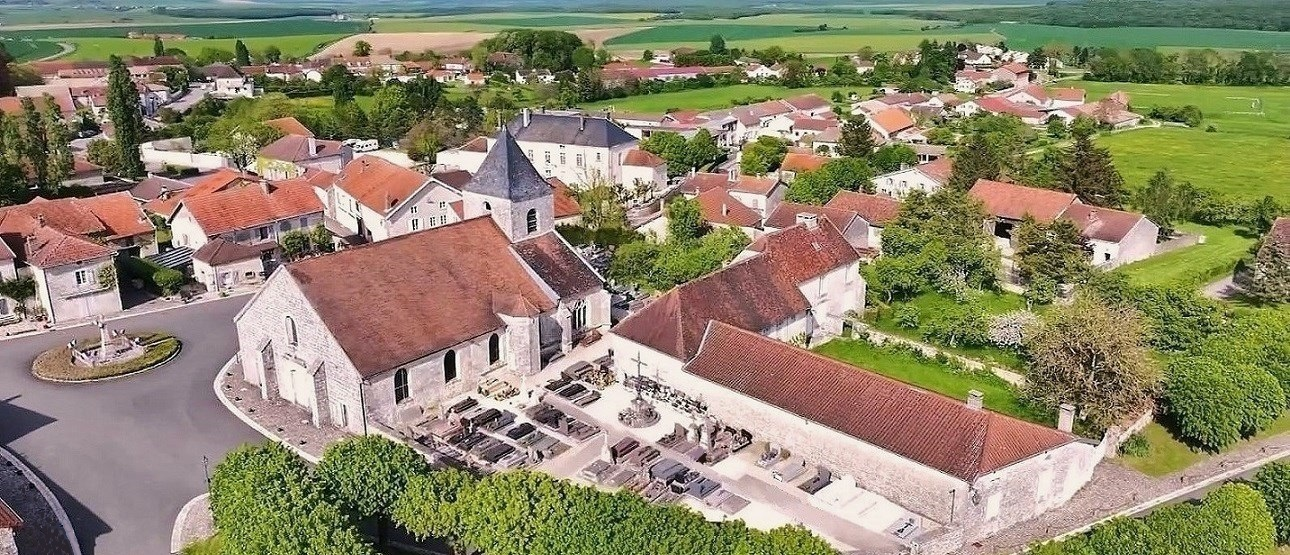
Le cimetière de Colombey les Deux Églises où repose le Général De Gaulle.
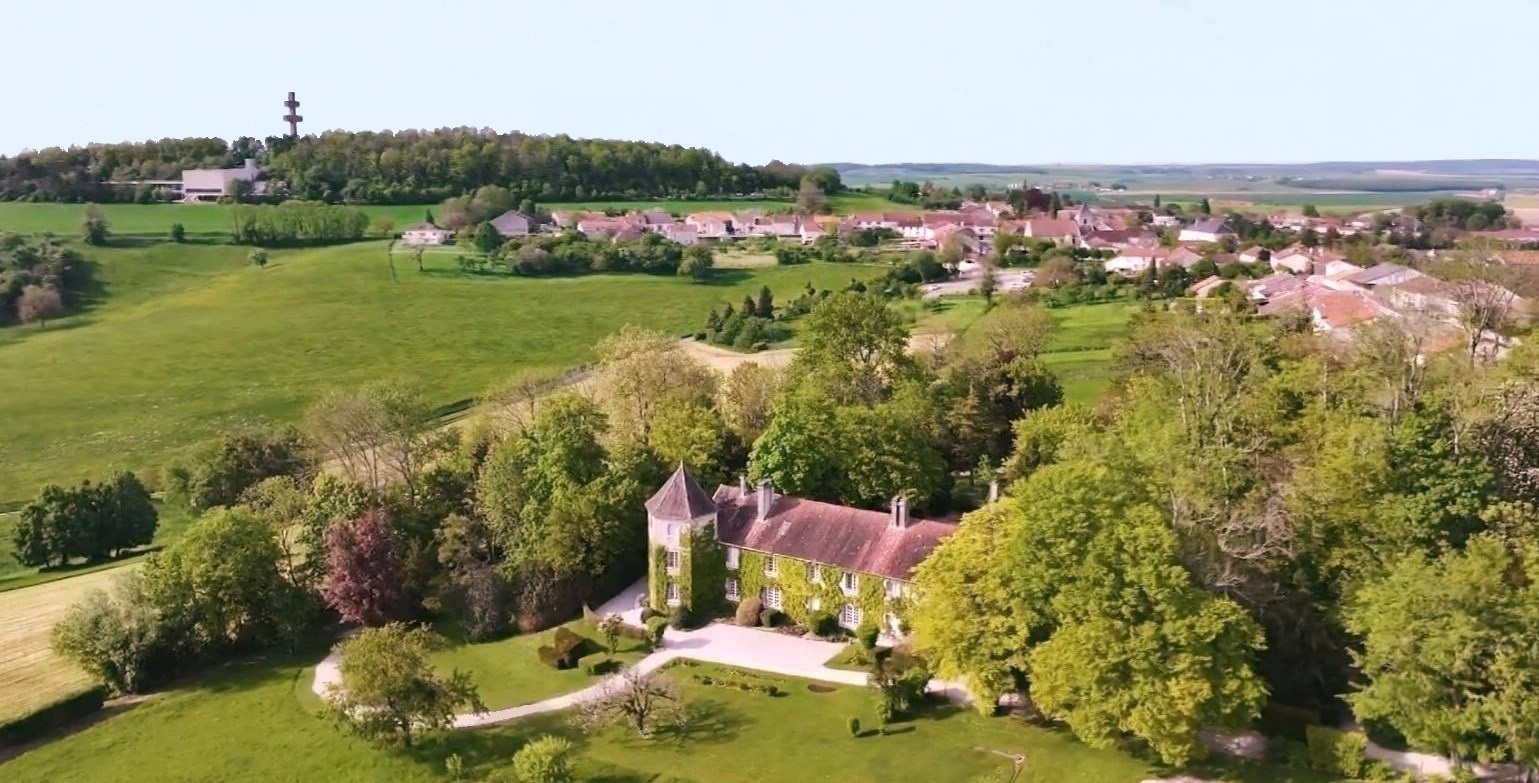
La Boisserie - le village et la Croix de Lorraine.

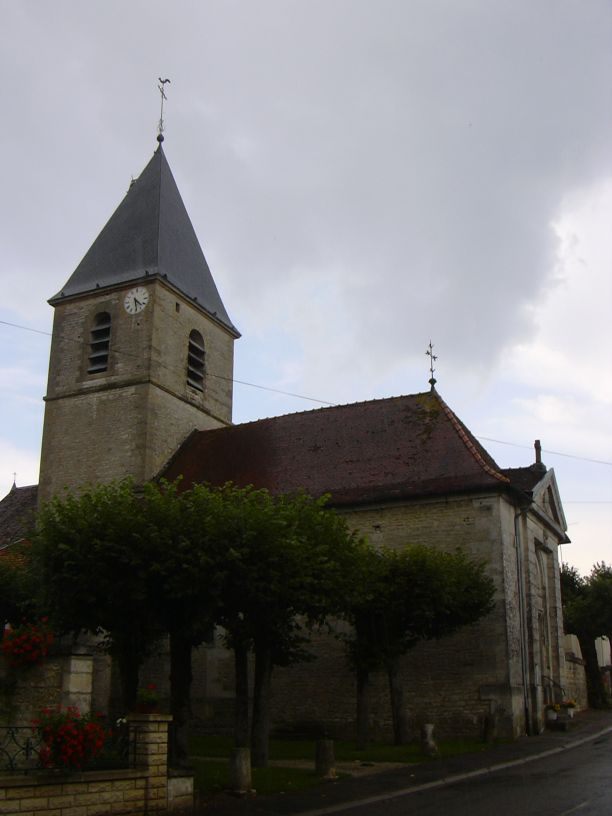
Église Saint-Michel de Blaise.
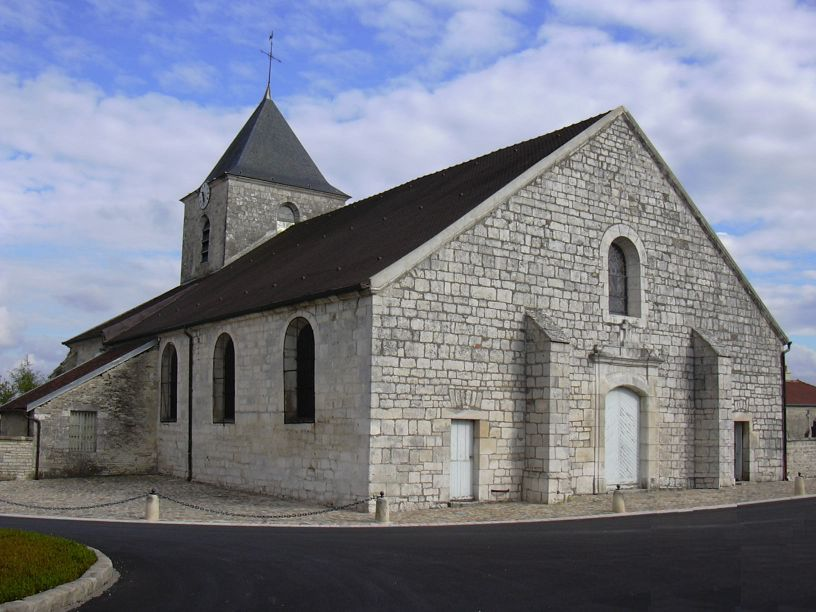
Église Notre-Dame de Colombey-les-Deux-Églises.
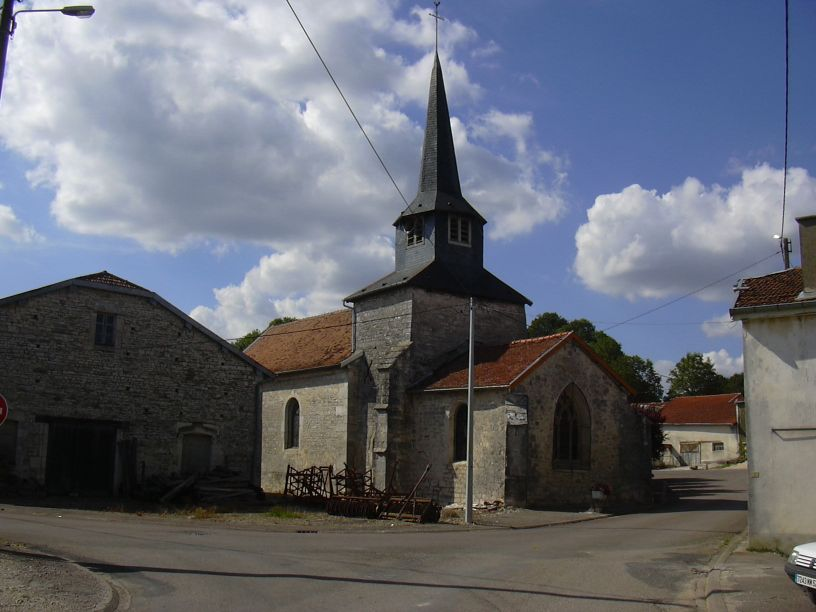
Église Saint-Rémy d'Harricourt.

## Particularité communale
La commune de Curmont a la particularité d'être entièrement enclavée dans la commune de Colombey.